# Microsoma vicina
Microsoma vicina är en tvåvingeart som först beskrevs av Louis-Paul Mesnil 1970.  Microsoma vicina ingår i släktet Microsoma och familjen parasitflugor. Inga underarter finns listade i Catalogue of Life.